# Göhren (Schwarzenbach am Wald)
Göhren ist ein Gemeindeteil der Stadt Schwarzenbach am Wald im Landkreis Hof (Oberfranken, Bayern). Göhren liegt in der Gemarkung Räumlas.

## Geografie
Das Dorf liegt auf einer Hochebene des Frankenwaldes. Eine Gemeindeverbindungsstraße führt zur Staatsstraße 2194 bei Straßdorf (0,4 km östlich) bzw. zur Kreisstraße HO 28 (0,4 km südlich).

## Geschichte
Göhren gehörte zur Realgemeinde Räumlas. Gegen Ende des 18. Jahrhunderts bestand Göhren aus 13 Anwesen (8 Gütlein, 5 Tropfhäuser). Die Hochgerichtsbarkeit sowie die Grundherrschaft über sämtliche Anwesen hatte das bayreuthische Verwaltungsamt Bernstein am Wald.
Von 1797 bis 1810 unterstand Göhren dem Justiz- und Kammeramt Naila. Infolge des Ersten Gemeindeedikts wurde Göhren dem 1812 gebildeten Steuerdistrikt Bernstein und der zugleich entstandenen Ruralgemeinde Räumlas zugewiesen. Nach 1952 wurde Göhren nach Straßdorf eingemeindet, das am 1. Mai 1978 im Zuge der Gebietsreform in Bayern nach Schwarzenbach eingegliedert wurde.

### Baudenkmäler
- Haus Nr. 1: Wohnstallhaus[8]

ehemalige Baudenkmäler
- Haus Nr. 6: Wohnstallhaus mit Frackdach, 1736 errichtet; Erdgeschoss verputzt massiv, hofseitiges Obergeschoss verbrettertes Ständerwerk, teilweise mit (senkrechter!) Blockfüllung, Giebel mit geteilter Schalung. Im Obergeschoss noch zwei Brettertüren mit schwarzer Bemalung (Ranken und Blumenmotive), bezeichnet „1736“, und originalen Beschlägen.[9]
- Haus Nr. 8: Eingeschossiges Wohnstallhaus mit Satteldach, vielleicht noch erste Hälfte des 18. Jahrhunderts; Ständerbau mit Blockfüllung auf Bruchsteinsockel, Kunstschieferverkleidung, um 1952, Giebel mit geteilter Schalung.[9]

### Einwohnerentwicklung
| Jahr      | 001819 | 001861 | 001871 | 001885 | 001900 | 001925 | 001950 | 001961 | 001970 | 001987 | 002020 |
| Einwohner | 95     | 119    | 126    | 131    | 102    | 96     | 111    | 93     | 93     | 80     | 88     |
| Häuser    |        |        |        | 20     | 19     | 19     | 20     | 22     |        | 30     |        |
| Quelle    | [ 6 ]  | [ 11 ] | [ 12 ] | [ 13 ] | [ 14 ] | [ 15 ] | [ 16 ] | [ 17 ] | [ 18 ] | [ 19 ] | [ 1 ]  |

## Religion
Göhren ist evangelisch-lutherisch geprägt und war ursprünglich nach St. Michael (Bernstein am Wald) gepfarrt, seit 1818 ist die Pfarrei Schwarzenbach am Wald zuständig.